# Карбахоса-де-ла-Саграда
Карбахоса-де-ла-Саграда (ісп. Carbajosa de la Sagrada) — муніципалітет в Іспанії, у складі автономної спільноти Кастилія-і-Леон, у провінції Саламанка. Населення — 5987 осіб (2010).
Муніципалітет розташований на відстані близько 170 км на захід від Мадрида, 4 км на південь від Саламанки.
На території муніципалітету розташовані такі населені пункти: (дані про населення за 2010 рік)
- Карбахоса-де-ла-Саграда: 4593 особи
- Карпіуело: 5 осіб
- Пелагарсія: 5 осіб
- Наваонда-Альбаонда: 1368 осіб
- Ель-Монтальво: 16 осіб

## Демографія
Динаміка населення (INE ):